# 수혜 (배우)
수혜 (장수혜, 1988년 8월 8일 ~ )는 대한민국의 배우, 번역가, 예술경영인이다.

## 생애
1996년 SBS 《만강》으로 데뷔하였으며 도서 《그리하여 화살은 날아가고(동인출판)》의 역자이며, 현재 비영리 단체 책누나프로젝트를 설립했으며 문화예술기획연구 커넥티드에이의 대표이다.

## 학력
- 서초고등학교
- 미국 인디애나주 Seymour High School
- 동국대학교 공연예술학, 영어통번역학 학사
- 상해희극대학교 上海戏剧学院
- 시애틀대학교 Seattle University Arts Management and Leadership(MFA)

## 연기 활동

### 드라마
- 1996년 SBS 월화드라마 《만강》 ... 만강의 동생, 순금 역
- 1996년 KBS2 단막극 《드라마게임 - 솔이 엄마》 ... 솔이 역
- 1997년 KBS1 일일연속극 《정 때문에》 ... 배봉순 역
- 1998년 MBC 수목드라마 《대왕의 길》 ... 청연군주 역
- 1998년 KBS1 아침드라마 《TV소설 은아의 뜰》 ... 김은아 역
- 1999년 KBS1 단막극 《TV문학관 - 새》 ... 우미 역
- 2000년 KBS2 주말연속극 《꼭지》 ... 금순 역
- 2001년 SBS 대하사극 《여인천하》 ... 어린 정난정(강수연 아역)
- 2002년 KBS1 대하드라마 《제국의 아침》 ... 경화궁부인
- 2002년 MBC 월화드라마 《고백》 ... 오나리 역
- 2002년 MBC 특별기획드라마 《어사 박문수》
- 2003년 EBS 설날특집극 《두 아빠》 ... 세은 역
- 2003년 MBC 단막극 《MBC 베스트극장 - 절집 아이들》 ... 미희 역
- 2006년 KBS2 성장드라마 《반올림 3》 ... 심지연 역
- 2011년 KBS2 장애인의 날 특집드라마 《그대로도 괜찮아》 ... 정은하 역

### 영화
- 1999년 《타잔》
- 2008년 《모던 보이》
- 2011년 《수상한 고객들》

### 공연
- 1996년 뮤지컬 《레미제라블》
- 1999년 뮤지컬 《사운드 오브 뮤직》

## 수상
- 1997년 KBS 연기대상 아역상 《정 때문에》
- 1999년 KBS 연기대상 아역상 《은아의 뜰》